# کریستیان شارنتسکی
کریستیان شارنِتسکی (مجاری: Krisztián Sárneczky؛ زادهٔ ۶ نوامبر ۱۹۷۴ بوداپست) اخترشناس، مدرس جغرافیا و کاشف پرکار ریزسیاره‌ها و ابرنواخترها است که در رصدخانه کنکولی در بوداپست، مجارستان به تحقیق مشغول است. او یکی از اعضای هیئت مدیرهٔ «انجمن اخترشناسی مجارستان» (HAA) و عضو انجمن آمریکایی رصدگران ستاره متغیر، رهبر بخش دنباله‌دار در HAA است. او در کادر تحریریهٔ «سالنامه اخترشناسی مجارستان» نیز مشارکت دارد.